# Banca Popolare di Sondrio (SUISSE)
La Banca Popolare di Sondrio (SUISSE) è una banca universale svizzera con sede a Lugano.
BPS (SUISSE) è principalmente attiva nei servizi di intermediazione creditizia, di gestione patrimoniale e di negoziazione di valori mobiliari. L'utile di esercizio relativo all'anno 2022 ammonta a oltre 16 milioni di franchi svizzeri, mentre il patrimonio gestito è di oltre 5 miliardi di franchi svizzeri.

## Storia
Nel 1991 la Banca Popolare di Sondrio varca per la prima volta i confini italiani aprendo un ufficio di rappresentanza a Lugano che, nel 1995 lascia il posto alla Banca Popolare di Sondrio (SUISSE) SA, un istituto finanziario di diritto svizzero interamente controllato dalla Banca Popolare di Sondrio.
Dal 2014 il Presidente della Direzione Generale è Mauro De Stefani.

## Presenza sul territorio
BPS (SUISSE) conta 20 Succursali in 8 Cantoni, per un totale di 360 dipendenti (2022).
A Lugano si trovano la Direzione Generale e la Sede operativa. La dislocazione territoriale è prevalentemente concentrata fra il Canton Ticino e il Canton Grigioni, con altre Succursali a Berna, Zurigo, Basilea, Neuchâtel, Martigny e Vevey.
Dal 2002 ha una Succursale nel Principato di Monaco.